# Гарстин, Норман
Норман Гарстин (англ. Norman Garstin, род. 28 августа 1847 года, в Кахирконлиш близ Лимерика — ум. 22 июня 1926 года) — ирландский художник-постимпрессионист.

## Жизнь и творчество
Н. Гарстин вначале изучал архитектуру и технические дисциплины. По окончании образования уехал в Южную Африку, где участвовал в разработках золотых и алмазных месторождений (однако без особого успеха). Показав себя талантливым журналистом, Гарстин основал в Кейптауне газету «The Cape Times». Там же подружился в Сесил Родсом. В 1877 году вернулся в Ирландию и вёл жизнь свободного художника.
В 1880 году Н. Гарстин поступил в художественную академию в Антверпене, в класс Шарля Верла; затем поехал в Париж, где 3 года учился в художественном ателье Каролюс-Дюрана. После окончания учёбы Гарстин путешествовал по Италии, Испании, Южной Франции и Марокко.
В 1885 году живописец познакомился с членами художественной колонии Ньюлинской школы, и в 1886 году присоединился к ним, поселившись в Ньюлине. В 1890 году Гарстин переселился в соседний город Пензанс. Его творчество оказало большое влияние на развитие ньюлинской школы художников. По определению одного из его коллег, Н. Гарстин был интеллектуальным учителем школы. Сам же художник преклонялся перед японским каллиграфическим искусством, реализмом барбизонской школы, импрессионизмом (особенно перед творчеством Э. Мане и Э. Дега). Гарстин обладал особым мастерством в передаче световых эффектов на полотне. Работы Н. Гарстина выставлялись в Королевской академии художеств и в Королевской Гибернийской Академии. Художник занимался также и преподавательской деятельностью.

## Галерея

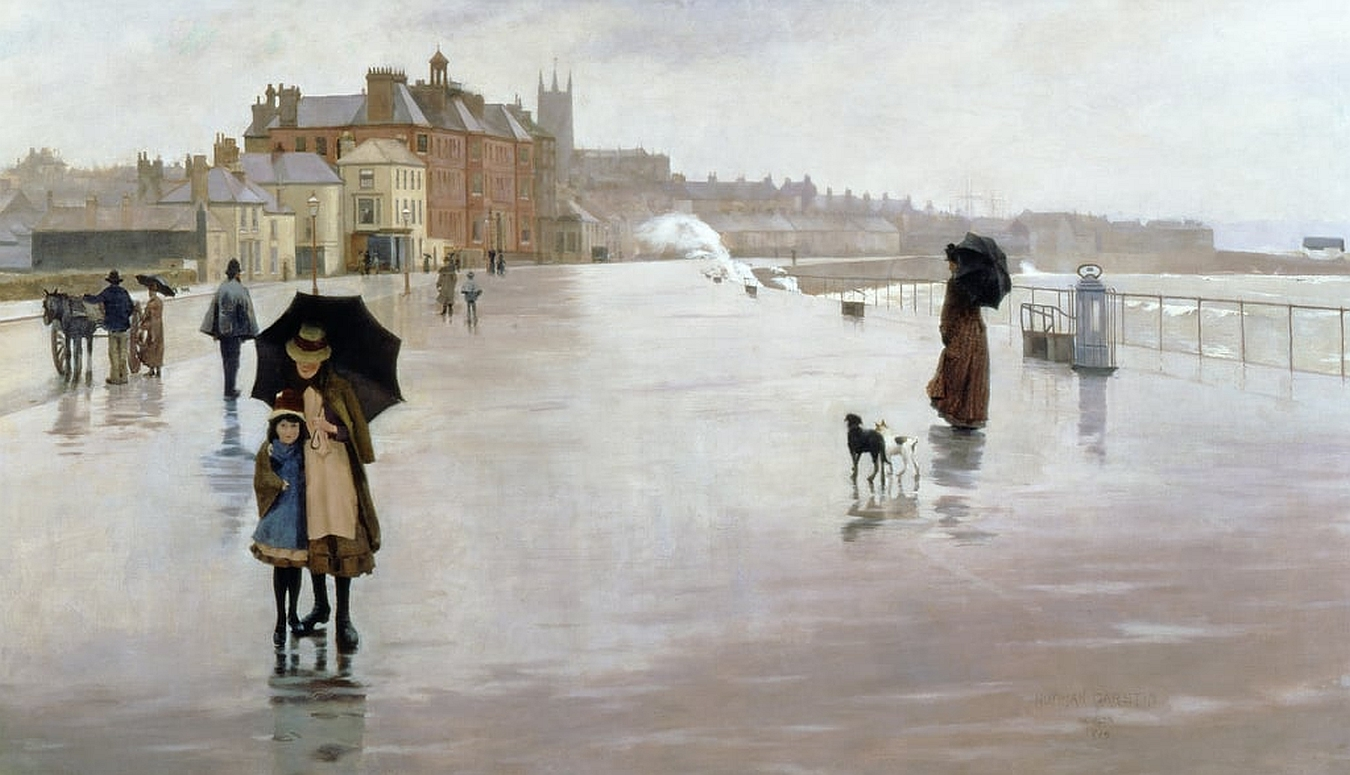
Каждый день - дожди (1889)
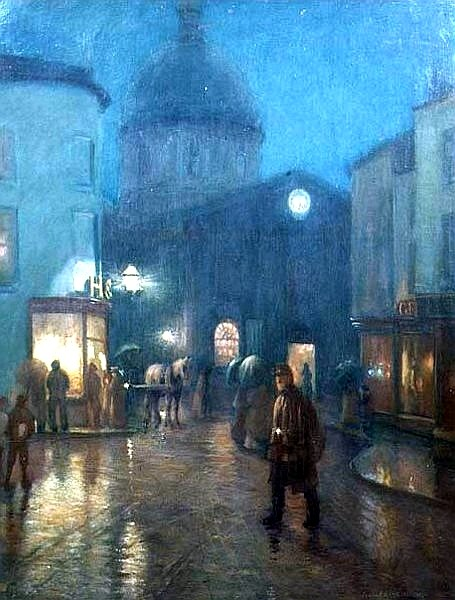
Вечная морость
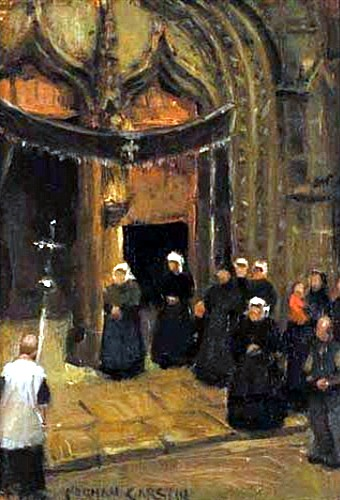
Нотр-Дам в Ронсье-Жозелен (1911)
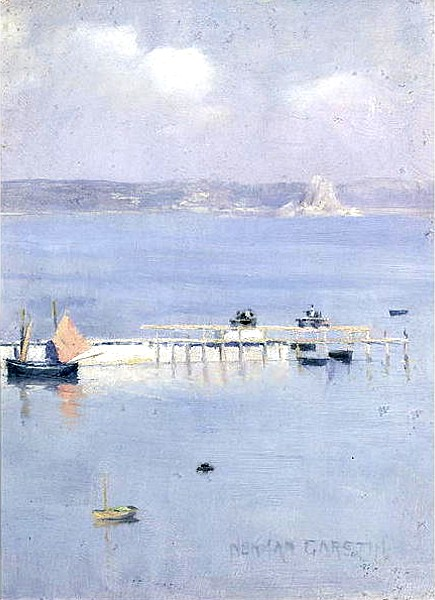
Вид на залив Маунт (1892)
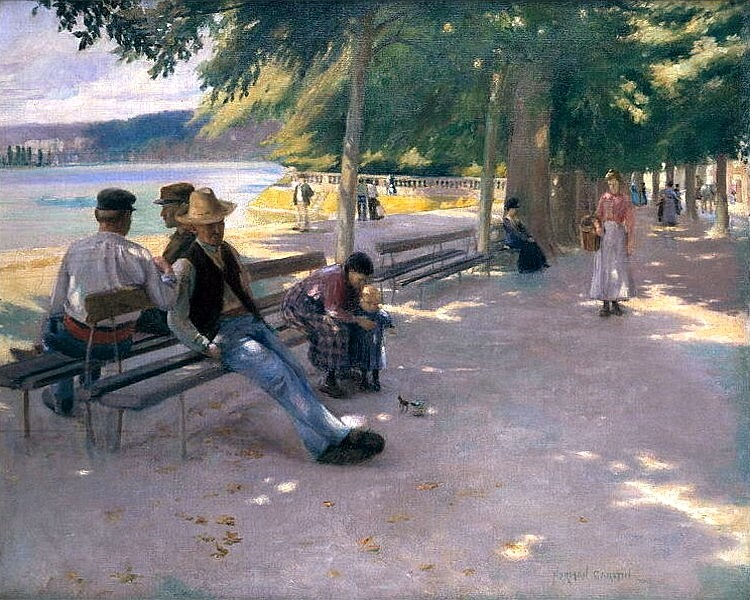
В тени
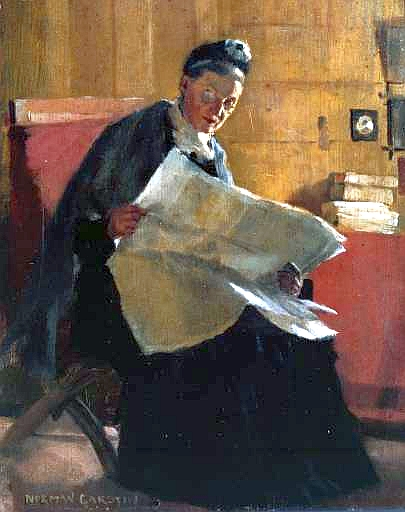
Женщина, читающая газету (1891)
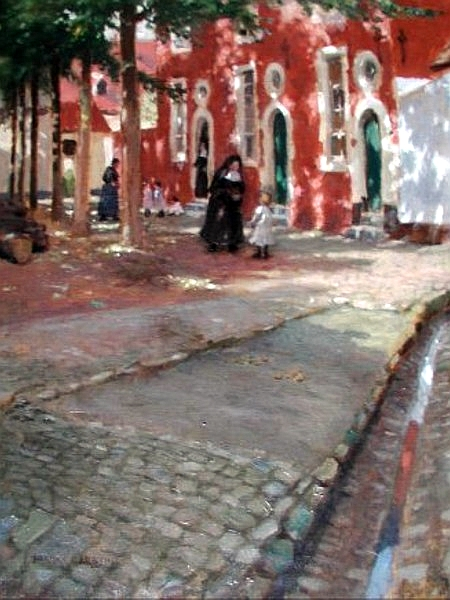
Красный дом (1912)
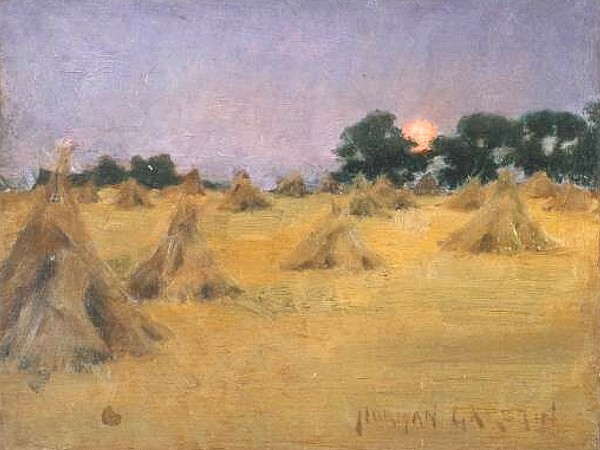
Солнце и стога сена (1886)
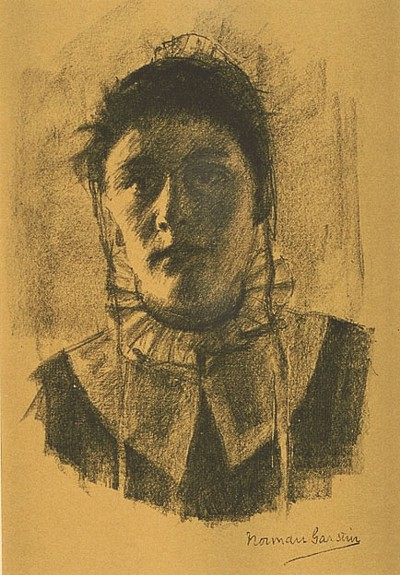
Портрет басконки (1896)
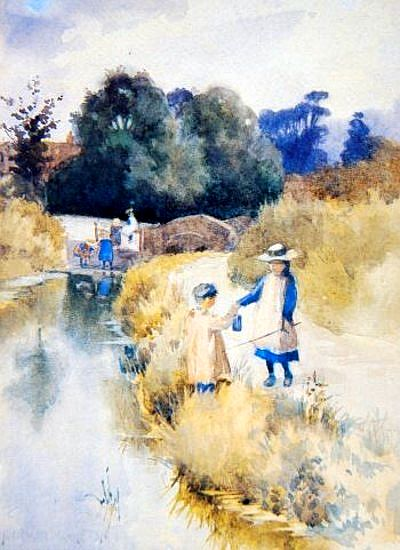
Малыши
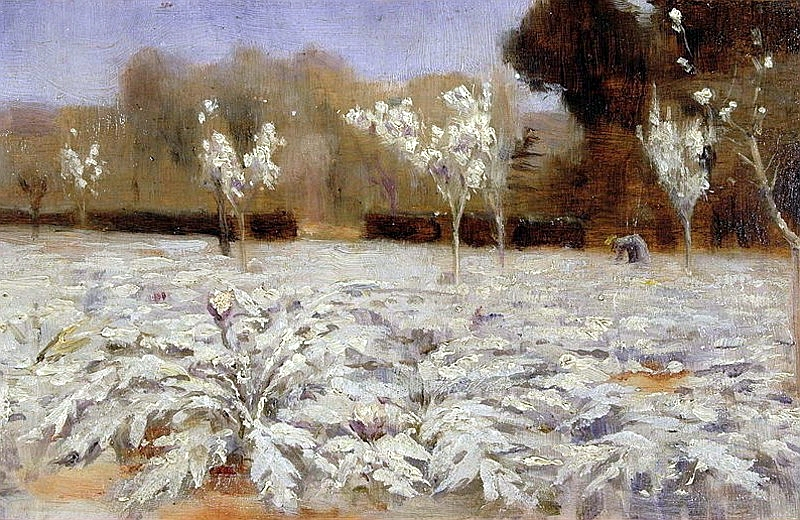
Сбор артишоков (1883)
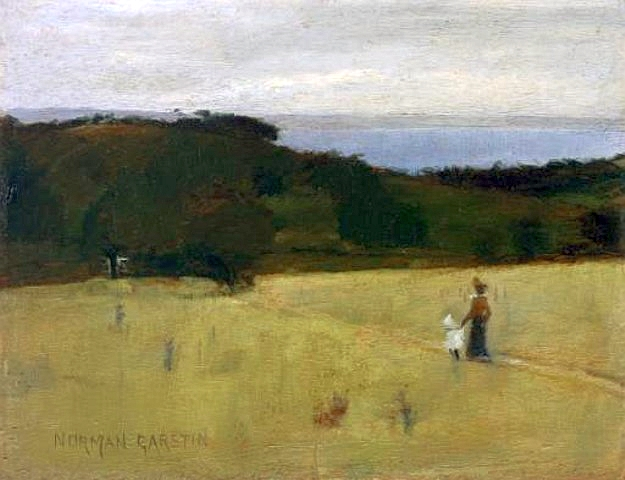
Алетея и её мать (1898)